# 137 a.C.

## Eventos
- Marco Emílio Lépido Porcina e Caio Hostílio Mancino, cônsules romanos.
- Sétimo ano da Terceira Guerra Ibérica.
  - Lépido Porcina recebe o comando da Hispânia Ulterior e Mancino, da Hispânia Citerior, onde sofre sucessivas derrotas para Numância e é obrigado a assinar um tratado humilhante para Roma. Lépido marcha para a região para ajudá-lo, mas decide lutar contra os váceos enquanto aguardava reforços, uma campanha que também fracassou.
- O procônsul romano Décimo Júnio Bruto derrota a tribo dos galaicos numa batalha às margens do rio Douro.

## Mortes
- Diódoto Trifão, ex-imperador selêucida, deposto em 138 a.C..